# NHL-játékosok listája (B)
Az alábbi lista tartalmazza a National Hockey League-ben 1917-től legalább egy meccset játszott jégkorongozókat, akiknek a neve B betűvel kezdődik:

## Babando – Barber
| Játékos             | Pozíció     | Ország | Születési hely                 | Aktív                        | Csapat ↓               | Jegyzetek                                  |
| ------------------- | ----------- | ------ | ------------------------------ | ---------------------------- | ---------------------- | ------------------------------------------ |
| Pete Babando        | Bal szélső  | CAN    | South Porcupine, Ontario       | 1947–53                      | Bos, Det, Chi, NYR     |                                            |
| Anton Babcsuk       | Védő        | UKR    | Kijev, Ukrajna                 | 2003–                        | Chi, Car               |                                            |
| Bob Babcock         | Védő        | CAN    | Agincourt, Ontario             | 1990–91, 92–93               | Was                    |                                            |
| Warren Babe         | Bal szélső  | CAN    | Medicine Hat, Alberta          | 1987–91                      | MNS                    |                                            |
| Jurij Babenko       | Center      | RUS    | Penza, Oroszország             | 2000–01                      | Col                    |                                            |
| Mitch Babin         | Csatár      | CAN    | Kapuskasing, Ontario           | 1975–76                      | Stl                    |                                            |
| John Baby           | Védő        | CAN    | Greater Sudbury, Ontario       | 1977–79                      | Cle, MNS               |                                            |
| Dave Babych         | Védő        | CAN    | Edmonton, Alberta              | 1980–99                      | Wpg, Har, Van, Phi, LA |                                            |
| Wayne Babych        | Jobb szélső | CAN    | Edmonton, Alberta              | 1978–87                      | Stl, Pit, Que, Har     |                                            |
| Jerguš Bača         | Védő        | SVK    | Liptószentmiklós, Szlovákia    | 1990–92                      | Har                    |                                            |
| Jason Bacashihua    | Kapus       | USA    | Garden City, Michigan          | 2005–                        | Stl                    |                                            |
| Ryan Bach           | Kapus       | CAN    | Sherwood Park, Alberta         | 1998–99                      | LA                     |                                            |
| Richard Bachman     | Kapus       | USA    | Salt Lake City, Utah           | 2010–                        | Dal                    |                                            |
| Mikael Backlund     | Center      | SWE    | Västerås, Svédország           | 2008–                        | Cal                    |                                            |
| Christian Backman   | Védő        | SWE    | Alingsas, Svédország           | 2002–                        | Stl, NYR, CBJ,         |                                            |
| Mike Backman        | Jobb szélső | CAN    | City of Halifax, Új-Skócia     | 1981–84                      | NYR                    |                                            |
| Pete Backor         | Védő        | CAN    | Fort William, Ontario          | 1944–45                      | Tor                    |                                            |
| Nicklas Bäckström   | Center      | SWE    | Gavle, Svédország              | 2007–                        | Wsh                    |                                            |
| Niklas Bäckström    | Kapus       | FIN    | Helsinki, Finnország           | 2006–                        | Min                    |                                            |
| Ralph Backstrom     | Center      | CAN    | Kirkland Lake, Ontario         | 1956–73                      | Mtl, LA, Chi           | A World Hockey Association-ben is játszott |
| Sven Baertschi      | Bal szélső  | SUI    | Bern, Svájc                    | 2012-                        | Cgy                    |                                            |
| Ace Bailey          | Bal szélső  | CAN    | Bracebridge, Ontario           | 1926–34                      | Tor                    | Jégkorong Hírességek Csarnoka 1975         |
| Bob Bailey          | Jobb szélső | CAN    | Kenora, Ontario                | 1953–58                      | TOR, Det, Chi          |                                            |
| Garnet Bailey       | Bal szélső  | CAN    | Lloydminster, Saskatchewan     | 1968–78                      | Bos, Det, Stl, Was     | A World Hockey Association-ben is játszott |
| Josh Bailey         | Center      | CAN    | Bowmanville, Ontario           | 2008-                        | NYI                    |                                            |
| Reid Bailey         | Védő        | CAN    | Toronto, Ontario               | 1980–84                      | Phi, TOR, Har          |                                            |
| Scott Bailey        | Kapus       | CAN    | Calgary, Alberta               | 1995–97                      | Bos                    |                                            |
| Joel Baillargeon    | Bal szélső  | CAN    | Charlesbourg, Québec           | 1986–89                      | Wpg, Que               |                                            |
| Ken Baird           | Védő        | CAN    | Flin Flon, Manitoba            | 1971–72                      | Cal                    | World Hockey Association-ben is aktív      |
| Bill Baker          | Védő        | USA    | Grand Rapids, Minnesota        | 1980–83                      | Mtl, ColR, Stl, NYR    |                                            |
| Jamie Baker         | Center      | CAN    | Nepean, Ontario                | 1989–99                      | Que, Ott, SJ, Tor      |                                            |
| Steve Baker         | Kapus       | CAN    | Boston, Massachusetts          | 1979–83                      | NYR                    |                                            |
| Peter Bakovic       | Bal szélső  | CAN    | Thunder Bay, Ontario           | 1987–88                      | Van                    |                                            |
| Niklas Bäckström    | Kapus       | FIN    | Helsinki, Finnország           | 2006–                        | MIN                    |                                            |
| Chris Bala          | Bal szélső  | USA    | Alexandria, Virginia           | 2001–02                      | Ott                    |                                            |
| Jaroslav Balaštík   | Bal szélső  | CZE    | Gottwaldov, Csehszlovákia      | 2005–                        | Clb                    |                                            |
| Helmuts Balderis    | Jobb szélső | LAT    | Riga, Lettország               | 1989–90                      | Min                    |                                            |
| Doug Baldwin        | Védő        | CAN    | Winnipeg, Manitoba             | 1945–48                      | TOR, Det, Chi          |                                            |
| Jozef Balej         | Csatár      | SVK    | Miava, Szlovákia               | 2003–06                      | Mtl, NYR, Van          |                                            |
| Mike Bales          | Kapus       | CAN    | Prince Albert, Saskatchewan    | 1992–93, 94–97               | Bos, Ott               |                                            |
| Earl Balfour        | Bal szélső  | CAN    | Toronto, Ontario               | 1951–52, 53–54, 55–56, 57–61 | TOR, Chi               |                                            |
| Murray Balfour      | Jobb szélső | CAN    | Regina, Saskatchewan           | 1956–58, 59–65               | Mtl, Chi, Bos          |                                            |
| Terry Ball          | Védő        | CAN    | Selkirk, Manitoba              | 1967–68, 69–72               | Phi, Buf               | World Hockey Association-ben is aktív      |
| Keith Ballard       | Védő        | USA    | Baudette, Minnesota            | 2005–                        | Pho                    |                                            |
| Makszim Balmocsnyih | Bal szélső  | RUS    | Lipeck, Oroszország            | 1999–2000                    | Ana                    |                                            |
| Dave Balon          | Bal szélső  | CAN    | Wakaw, Saskatchewan            | 1959–1973                    | NYR, Mon, Min, Van     | World Hockey Association-ben is aktív      |
| Bryon Baltimore     | Védő        | CAN    | Whitehorse, Yukon              | 1979–80                      | Edm                    | World Hockey Association-ben is aktív      |
| Stan Baluik         | Center      | CAN    | Port Arthur (Ontario), Ontario | 1959–60                      | Bos                    |                                            |
| Steve Bancroft      | Védő        | CAN    | Toronto, Ontario               | 1992–93, 2001–02             | Chi, Tor               |                                            |
| Jeff Bandura        | Védő        | CAN    | White Rock, Brit Columbia      | 1980–81                      | NYR                    |                                            |
| Frank Banham        | Jobb szélső | CAN    | Calahoo, Alberta               | 1996–98, 99–00, 02–03        | Ana, Pho               |                                            |
| Darren Banks        | Bal szélső  | CAN    | Toronto, Ontario               | 1992–94                      | Bos                    |                                            |
| Murray Bannerman    | Kapus       | CAN    | Fort Frances, Ontario          | 1977–78, 80–87               | Van, Chi               |                                            |
| Drew Bannister      | Védő        | CAN    | Belleville, Ontario            | 1995–2001                    | TB, Edm, Ana, NYR      |                                            |
| Ralph Barahona      | Center      | USA    | Long ̠Beach, Kalifornia         | 1990–91                      | Bos                    |                                            |
| Ivan Baranka        | Védő        | SVK    | Illava, Szlovákia              | 2007–                        | Nyr                    |                                            |
| Andy Barbe          | Jobb szélső | CAN    | Coniston, Ontario              | 1950–51                      | Tor                    |                                            |
| Bill Barber         | Csatár      | CAN    | Callander, Ontario             | 1972–84                      | Phi                    | Jégkorong Hírességek Csarnoka 1990         |
| Don Barber          | Jobb szélső | CAN    | Victoria, Brit Columbia        | 1988–92                      | Min, Win, Que, SJ      |                                            |

## Barilko – Beadle
| Játékos          | Pozíció     | Ország | Születési hely               | Aktív            | Csapat ↓                          | Jegyzetek                          |
| ---------------- | ----------- | ------ | ---------------------------- | ---------------- | --------------------------------- | ---------------------------------- |
| Bill Barilko     | Védő        | CAN    | Timmins, Ontario             | 1946–51          | Tor                               |                                    |
| Michal Barinka   | Védő        | CZE    | Vyškov, Csehország           | 2003–            | Chi                               |                                    |
| Cam Barker       | Védő        | CAN    | Winnipeg, Manitoba           | 2005–            | Chi                               |                                    |
| Doug Barkley     | Védő        | CAN    | Lethbridge, Alberta          | 1957–66          | Chi, Det                          |                                    |
| Bob Barlow       | Bal szélső  | CAN    | Hamilton, Ontario            | 1969–71          | Min                               |                                    |
| Matthew Barnaby  | Jobb szélső | CAN    | Ottawa, Ontario              | 1992–            | Buf, Pit, TB, NYR, Col, Chi, Dal  |                                    |
| Blair Barnes     | Jobb szélső | CAN    | Windsor, Ontario             | 1982–83          | LA                                |                                    |
| Norm Barnes      | Védő        | CAN    | Toronto, Ontario             | 1976–82          | Phi, Har                          |                                    |
| Stu Barnes       | Center      | CAN    | Spruce Grove, Alberta        | 1991–            | Win, Flo, Pit, Buf, Dal           |                                    |
| Scott Barney     | Center      | CAN    | Oshawa, Ontario              | 2002–            | Los, Atl                          |                                    |
| Marco Baron      | Kapus       | CAN    | Montréal, Québec             | 1979–85          | Bos, Los, Edm                     |                                    |
| Murray Baron     | Védő        | CAN    | Prince George, Brit Columbia | 1989–2004        | Phi, Stl, Pho, Van                |                                    |
| Normand Baron    | Csatár      | CAN    | Verdun, Québec               | 1983–86          | Mtl, Stl                          |                                    |
| Dave Barr        | Jobb szélső | CAN    | Toronto, Ontario             | 1981–94          | Bos, NYR, Stl, Har, Det, NJD, Dal |                                    |
| Tom Barrasso     | Kapus       | USA    | Boston, Massachusetts        | 1983–2003        | Buf, Pit, Ott, Car, Tor, Stl      |                                    |
| Doug Barrault    | Jobb szélső | CAN    | Golden, Brit Columbia        | 1992–94          | Min, Flo                          |                                    |
| Fred Barrett     | Védő        | CAN    | Ottawa, Ontario              | 1970–84          | Min, Los                          |                                    |
| John Barrett     | Védő        | CAN    | Ottawa, Ontario              | 1980–88          | Det, Was, Min                     |                                    |
| Doug Barrie      | Védő        | CAN    | Edmonton, Alberta            | 1970–72          | Pit, Buf, Los                     |                                    |
| Len Barrie       | Center      | CAN    | Kimberley, Brit Columbia     | 1989–2001        | Phi, Flo, Pit, Los                |                                    |
| Eddie Barry      | Védő        | CAN    | Wellesley, Massachusetts     | 1946–47          | Bos                               |                                    |
| Marty Barry      | Center      | CAN    | Québec, Québec               | 1929–40          | Bos, Det, Mon                     | Jégkorong Hírességek Csarnoka 1965 |
| Ray Barry        | Center      | USA    | Revere, Massachusetts        | 1951–52          | Bos                               |                                    |
| Ľuboš Bartečko   | Védő        | SVK    | Késmárk, Szlovákia           | 1999–2003        | Stl, Atl                          |                                    |
| Robin Bartell    | Védő        | CAN    | Drake, Saskatchewan          | 1985–87          | Cal, Van                          |                                    |
| Jim Bartlett     | Bal szélső  | CAN    | Verdun, Québec               | 1954–61          | Mtl, NYR, Bos                     |                                    |
| Cliff Barton     | Jobb szélső | CAN    | Sault Ste. Marie, Ontario    | 1939–40          | NYR                               |                                    |
| Peter Bartoš     | Bal szélső  | SVK    | Turócszentmárton, Szlovákia  | 2000–01          | Min                               |                                    |
| Milan Bartovič   | Wing        | SVK    | Trencsén, Szlovákia          | 2002–2006        | Buf, Chi                          |                                    |
| Andrej Baskirov  | Jobb szélső | RUS    | Selehov, Oroszország         | 1998–2001        | Mtl                               |                                    |
| Cody Bass        | Center      | CAN    | Owen Sound, Ontario          | 2007–            | Ott                               |                                    |
| Bob Bassen       | Center      | CAN    | Calgary, Alberta             | 1985–2000        | NYI, Chi, Stl, Que, Dal, Cal      |                                    |
| Hank Bassen      | Kapus       | CAN    | Calgary, Alberta             | 1954–68          | Chi, Det, Pit                     |                                    |
| Ryan Bast        | Védő        | CAN    | Regina, Saskatchewan         | 1998–1999        | Phi                               |                                    |
| Aldege Bastien   | Kapus       | CAN    | Timmins, Ontario             | 1945–46          | Tor                               |                                    |
| Shawn Bates      | Center      | USA    | Melrose, Massachusetts       | 1997–            | Bos, NYI                          |                                    |
| Frank Bathe      | Védő        | CAN    | Oshawa, Ontario              | 1974–84          | Det, Phi                          |                                    |
| Andy Bathgate    | Center      | CAN    | Winnipeg, Manitoba           | 1952–71          | NYR, Tor, Det, Pit                |                                    |
| Frank Bathgate   | Center      | CAN    | Winnipeg, Manitoba           | 1952–53          | NYR                               |                                    |
| Jon Battaglia    | Bal szélső  | USA    | Chicago, Illinois            | 1997–            | Car, Col, Was, Tor                |                                    |
| Jeff Batters     | Védő        | CAN    | Victoria, Brit Columbia      | 1993–95          | Stl                               |                                    |
| Ruslan Batyrshin | Védő        | RUS    | Moszkva, Oroszország         | 1995–96          | Los                               |                                    |
| Bobby Bauer      | Jobb szélső | CAN    | Waterloo, Ontario            | 1935–42, 1945–52 | Bos                               |                                    |
| Garry Bauman     | Kapus       | CAN    | Innisfail, Alberta           | 1966–69          | Mon, Min                          |                                    |
| Ken Baumgartner  | Bal szélső  | CAN    | Flin Flon, Manitoba          | 1987–99          | Los, NYI, Tor, Ana, Bos           |                                    |
| Bob Baun         | Védő        | CAN    | Lanigan, Saskatchewan        | 1956–73          | Tor, Det                          |                                    |
| Szergej Bautin   | Védő        | BLR    | Rogachev, Fehéroroszország   | 1992–96          | Win, Det, SJ                      |                                    |
| Robin Bawa       | Jobb szélső | CAN    | Duncan, Brit Columbia        | 1989–94          | Was, Van, SJ, Ana                 |                                    |
| Paul Baxter      | Védő        | CAN    | Winnipeg, Manitoba           | 1979–87          | Que, Pit, Cal                     |                                    |
| Ryan Bayda       | Bal szélső  | CAN    | Saskatoon, Saskatchewan      | 2002–            | Car                               |                                    |
| Sandy Beadle     | Bal szélső  | CAN    | Regina, Saskatchewan         | 1980–81          | Win                               |                                    |

## Beaton – Bellows
| Játékos             | Pozíció     | Ország | Születési hely                  | Aktív                 | Csapat ↓                | Jegyzetek                             |
| ------------------- | ----------- | ------ | ------------------------------- | --------------------- | ----------------------- | ------------------------------------- |
| Frank Beaton        | Bal szélső  | CAN    | Antigonish, Új-Skócia           | 1978–80               | NYR                     | World Hockey Association-ben is aktív |
| Jack Beattie        | Bal szélső  | ENG    | Ibstock, Anglia                 | 1930–39               | Bos, PitH, Det, NYA     |                                       |
| François Beauchemin | Védő        | CAN    | Sorel, Québec                   | 2002–03, 05–          | Mtl, CBJ, Ana, Tor      |                                       |
| Norm Beaudin        | Jobb szélső | CAN    | Montmartre, Saskatchewan        | 1967–68, 70–71        | Stl, MNS                | World Hockey Association-ben is aktív |
| Eric Beaudoin       | Csatár      | CAN    | Ottawa, Ontario                 | 2001–04               | Fla                     |                                       |
| Serge Beaudoin      | Védő        | CAN    | Montréal, Québec                | 1979–80               | Atl                     | World Hockey Association-ben is aktív |
| Yves Beaudoin       | Védő        | CAN    | Pointe-aux-Trembles, Québec     | 1985–88               | Was                     |                                       |
| Mark Beaufait       | Center      | USA    | Royal Oak, Michigan             | 1992–93               | SJ                      |                                       |
| Don Beaupre         | Kapus       | CAN    | Kitchener, Ontario              | 1980–97               | MNS, Was, Ott, Tor      |                                       |
| Stephane Beauregard | Kapus       | CAN    | Cowansville, Québec             | 1989–93               | Wpg, Phi                |                                       |
| Barry Beck          | Védő        | CAN    | Vancouver, Brit Columbia        | 1977–86, 89–90        | ColR, NYR, LA           |                                       |
| Bob Beckett         | Center      | CAN    | Unionville, Ontario             | 1956–58, 61–62, 63–64 | Bos                     |                                       |
| James Bedard        | Védő        | CAN    | Admiral, Saskatchewan           | 1949–51               | Chi                     |                                       |
| Jim Bedard          | Kapus       | CAN    | Niagara Falls, Ontario          | 1977–79               | Was                     |                                       |
| Clayton Beddoes     | Center      | CAN    | Bentley, Alberta                | 1995–97               | Bos                     |                                       |
| Jaroslav Bednář     | Jobb szélső | CZE    | Prága, Csehszlovákia            | 2001–04               | LA, Fla                 |                                       |
| John Bednarski      | Védő        | CAN    | Thunder Bay, Ontario            | 1974–77, 79–80        | NYR, Edm                |                                       |
| Kris Beech          | Center      | CAN    | Salmon Arm, Brit Columbia       | 2000–                 | Was, Pit, Nas, CBJ, Van |                                       |
| Bob Beers           | Védő        | USA    | Pittsburgh, Pennsylvania        | 1989–97               | Bos, TB, Edm, NYI       |                                       |
| Ed Beers            | Csatár      | NED    | Zwaag, Hollandia                | 1981–86               | Cgy, Stl                |                                       |
| Steve Bégin         | Center      | CAN    | Trois-Rivières, Québec          | 1997–98, 99–          | Cgy, Mtl                |                                       |
| Clarence Behling    | Védő        | CAN    | Kitchener, Ontario              | 1940–41, 42–43        | Det                     |                                       |
| Marc Behrend        | Kapus       | USA    | Madison, Wisconsin              | 1983–86               | Wpg                     |                                       |
| Kevin Bieksa        | Védő        | CAN    | Grimsby, Ontario                | 2005–                 | Van                     |                                       |
| Frank Beisler       | Védő        | USA    | New Haven, Connecticut          | 1936–37, 39–40        | NYA                     |                                       |
| Derek Bekar         | Bal szélső  | CAN    | Burnaby, Brit Columbia          | 1999–00, 2002–04      | Stl, LA, NYI            |                                       |
| Wade Belak          | Védő        | CAN    | Saskatoon, Saskatchewan         | 1996–                 | Col, Cgy, Tor           |                                       |
| Alain Bélanger      | Jobb szélső | CAN    | Saint-Janvier, Québec           | 1977–78               | Tor                     |                                       |
| Éric Bélanger       | Center      | CAN    | Sherbrooke, Québec              | 2000–                 | LA, Car, Nas, Atl       |                                       |
| Francis Bélanger    | Bal szélső  | CAN    | Bellefeuille, Québec            | 2000–01               | Mtl                     |                                       |
| Jesse Bélanger      | Center      | CAN    | Saint-Georges-de-Beauce, Québec | 1991–96, 99–01        | Mtl, Fla, Edm, NYI      |                                       |
| Ken Belanger        | Bal szélső  | CAN    | Sault Ste. Marie, Ontario       | 1994–06               | Tor, NYI, Bos, LA       |                                       |
| Roger Belanger      | Csatár      | CAN    | St. Catharines, Ontario         | 1984–85               | Pit                     |                                       |
| Yves Bélanger       | Kapus       | CAN    | Baie-Comeau, Québec             | 1974–80               | Stl, AtlF, Bos          |                                       |
| Ed Belfour          | Kapus       | CAN    | Carman, Manitoba                | 1988–2008             | Chi, SJ, Dal, Tor, Fla  |                                       |
| Michel Belhumeur    | Kapus       | CAN    | Sorel, Québec                   | 1972–73, 74–76        | Phi, Was                |                                       |
| Dan Belisle         | Jobb szélső | CAN    | South Porcupine, Ontario        | 1960–61               | NYR                     |                                       |
| Jean Béliveau       | Center      | CAN    | Trois-Rivières, Québec          | 1950–51, 52–71        | Mtl                     | Jégkorong Hírességek Csarnoka 1972    |
| Billy Bell          | Center      | CAN    | Lachine, Québec                 | 1917–19, 20–24        | MtlW, Mtl, Ott(I)       |                                       |
| Brendan Bell        | Védő        | CAN    | Ottawa, Ontario                 | 2005–                 | Tor, Pho                |                                       |
| Brian Bell          | Védő        | CAN    | Brandon, Manitoba               | 1982 – 1984           | Pit                     |                                       |
| Bruce Bell          | Védő        | CAN    | Toronto, Ontario                | 1984–87, 89–90        | Que, Stl, NYR, Edm      |                                       |
| Gordon Bell         | Kapus       | CAN    | Portage la Prairie, Manitoba    | 1945–46, 55–56        | Tor, NYR                |                                       |
| Harry Bell          | Védő        | CAN    | Regina, Saskatchewan            | 1946–47               | NYR                     |                                       |
| Joe Bell            | Bal szélső  | CAN    | Portage la Prairie, Manitoba    | 1942–43, 46–47        | NYR                     |                                       |
| Mark Bell           | Center      | CAN    | St. Paul's, Ontario             | 2001–                 | Chi, SJ                 |                                       |
| Neil Belland        | Védő        | CAN    | Parry Sound, Ontario            | 1981–87               | Van, Pit                |                                       |
| Blake Bellefeuille  | Center      | USA    | Framingham, Massachusetts       | 2001–03               | Clb                     |                                       |
| Pete Bellefeuille   | Jobb szélső | CAN    | Trois-Rivières, Québec          | 1925–26, 28–30        | Tor, Det                |                                       |
| Andy Bellemer       | Center      | CAN    | Penetanguishene, Ontario        | 1932–33               | MtlM                    |                                       |
| Brian Bellows       | Jobb szélső | CAN    | St. Catharines, Ontario         | 1982–99               | MNS, Mtl, TB, Ana, Was  |                                       |

## Bend – Bernhardt
| Játékos              | Pozíció     | Ország | Születési hely                | Aktív            | Csapat ↓                              | Jegyzetek                                |
| -------------------- | ----------- | ------ | ----------------------------- | ---------------- | ------------------------------------- | ---------------------------------------- |
| Lin Bend             | Center      | CAN    | Poplar Point, Manitoba        | 1942–43          | NYR                                   |                                          |
| Jan Benda            | Center      | BEL    | Reef, Belgium                 | 1997–98          | Was                                   |                                          |
| Clint Benedict       | Kapus       | CAN    | Ottawa, Ontario               | 1917–30          | Ott(I), MtlM                          |                                          |
| Adam Bennett         | Védő        | CAN    | Georgetown, Ontario           | 1991–94          | Chi, Edm                              |                                          |
| Bill Bennett         | Bal szélső  | USA    | Warwick, Rhode Island         | 1978–80          | Bos, Har                              |                                          |
| Curt Bennett         | Center      | CAN    | Regina, Saskatchewan          | 1971–80          | Stl, NYR, AtlF                        |                                          |
| Frank Bennett        | Bal szélső  | CAN    | Toronto, Ontario              | 1943–44          | Det                                   |                                          |
| Harvey Bennett, Jr.  | Center      | USA    | Cranston, Rhode Island        | 1974–79          | Pit, Was, Phi, MNS, Stl               |                                          |
| Harvey Bennett, Sr.  | Kapus       | CAN    | Edington, Saskatchewan        | 1944–45          | Bos                                   |                                          |
| Max Bennett          | Jobb szélső | CAN    | Cobalt, Ontario               | 1935–36          | Mtl                                   |                                          |
| Rick Bennett         | Bal szélső  | USA    | Springfield, Massachusetts    | 1989–92          | NYR                                   |                                          |
| Brian Benning        | Védő        | CAN    | Edmonton, Alberta             | 1984–95          | Stl, LA, Phi, Edm, Fla                |                                          |
| Jim Benning          | Védő        | CAN    | Edmonton, Alberta             | 1981–90          | Tor, Van                              |                                          |
| Joe Benoit           | Jobb szélső | CAN    | St. Albert, Alberta           | 1940–43, 45–47   | Mtl                                   |                                          |
| Bill Benson          | Center      | CAN    | Winnipeg, Manitoba            | 1940–42          | NYA                                   |                                          |
| Robert Benson        | Védő        | CAN    | Winnipeg, Manitoba            | 1924–25          | Bos                                   | Aktív a Western Canada Hockey League-ben |
| Doug Bentley         | Bal szélső  | CAN    | Delisle, Saskatchewan         | 1939–52          | Chi                                   | Jégkorong Hírességek Csarnoka 1964       |
| Max Bentley          | Center      | CAN    | Delisle, Saskatchewan         | 1940–54          | Chi, Tor, NYR                         | Jégkorong Hírességek Csarnoka 1966       |
| Reg Bentley          | Bal szélső  | CAN    | Delisle, Saskatchewan         | 1942–43          | Chi                                   |                                          |
| Ladislav Benýšek     | Védő        | CZE    | Olomouc, Csehszlovákia        | 1997–98, 2000–03 | Edm, Min                              |                                          |
| Paul Beraldo         | Center      | CAN    | Stoney Creek, Alberta         | 1987–89          | Bos                                   |                                          |
| Josef Beránek        | Center      | CZE    | Litvínov, Csehszlovákia       | 1991–97, 1998–01 | Edm, Phi, Van, Pit                    |                                          |
| Bryan Berard         | Védő        | USA    | Woonsocket, Rhode Island      | 1996–            | NYI, Tor, NYR, Bos, Chi, Clb          |                                          |
| Drake Berehowsky     | Védő        | CAN    | Toronto, Ontario              | 1990–96, 97–04   | Tor, Pit, Edm, Nas, Van, Phx, Pit     |                                          |
| Gordon Berenson      | Bal szélső  | CAN    | Regina, Saskatchewan          | 1961–78          | Mtl, NYR, Stl, Det                    |                                          |
| Andrew Berenzweig    | Védő        | USA    | Arlington Heights, Illinois   | 1999–03          | Nas                                   |                                          |
| Perry Berezan        | Center      | CAN    | Edmonton, Alberta             | 1984–93          | Cgy, MNS, SJ                          |                                          |
| Szergej Berezin      | Bal szélső  | RUS    | Voskresensk, Szovjetunió      | 1996–2003        | Tor, Phx, Mtl, Chi, Was               |                                          |
| Aki Berg             | Védő        | FIN    | Turku, Finnország             | 1995–98, 1999–06 | LA, Tor                               |                                          |
| Bill Berg            | Védő        | CAN    | St. Catharines, Ontario       | 1988–89, 90–99   | NYI, Tor, NYR, Ott                    |                                          |
| Todd Bergen          | Csatár      | CAN    | Prince Albert, Saskatchewan   | 1984–85          | Phi                                   |                                          |
| Sean Bergenheim      | Bal szélső  | FIN    | Helsinki, Finnország          | 2003–06          | NYI                                   |                                          |
| Mike Berger          | Védő        | CAN    | Edmonton, Alberta             | 1987–88          | MNS                                   |                                          |
| Jean-Claude Bergeron | Kapus       | CAN    | Hauterive, Québec             | 1990–91, 1992–97 | Mtl, TB, LA                           |                                          |
| Marc-André Bergeron  | Védő        | CAN    | Saint-Louis-de-France, Québec | 2005–            | Edm, NYI, Ana, Min, Mtl               |                                          |
| Michel Bergeron      | Jobb szélső | CAN    | Chicoutimi, Québec            | 1974–79          | Det, NYI, Was                         |                                          |
| Patrice Bergeron     | Center      | CAN    | Ancienne-Lorette, Québec      | 2005–            | Bos                                   |                                          |
| Yves Bergeron        | Jobb szélső | CAN    | Malartic, Québec              | 1974–75, 76–77   | Pit                                   | World Hockey Association-ben is aktív    |
| Marc Bergevin        | Védő        | CAN    | Montréal, Québec              | 1984–04          | Chi, NYI, Har, TB, Det, Stl, Pit, Van |                                          |
| Nicklas Bergfors     | Jobb szélső | SWE    | Sodertalje, Svédország        | 2007–            | NJ                                    |                                          |
| Stefan Bergkvist     | Védő        | SWE    | Leksand, Svédország           | 1995–97          | Pit                                   |                                          |
| Tim Bergland         | Jobb szélső | USA    | Crookston, Minnesota          | 1990–94          | Was, TB                               |                                          |
| Bob Bergloff         | Védő        | USA    | Dickinson, Észak-Dakota       | 1982–83          | MNS                                   |                                          |
| Bo Berglund          | Csatár      | SWE    | Sjavelad, Svédország          | 1983–86          | Que, MNS, Phi                         |                                          |
| Christian Berglund   | Center      | SWE    | Orebro, Svédország            | 2001–04          | NJ, Fla                               |                                          |
| Gary Bergman         | Védő        | CAN    | Kenora, Ontario               | 1965–76          | Det, MNS, KC                          |                                          |
| Thommie Bergman      | Védő        | SWE    | Munkfors, Svédország          | 1972–75, 77–80   | Det                                   | World Hockey Association-ben is aktív    |
| Jonas Bergqvist      | Jobb szélső | SWE    | Hassleholm, Svédország        | 1989–90          | Cgy                                   |                                          |
| Adam Berkhoel        | Kapus       | USA    | Saint Paul, Minnesota         | 2005–06          | Atl                                   |                                          |
| Louis Berlinquette   | Bal szélső  | CAN    | Papineau, Québec              | 1917–23, 24–26   | Mtl, MtlM, PitP                       | Aktív a Western Canada Hockey League-ben |
| Tim Bernhardt        | Kapus       | CAN    | Sarnia, Ontario               | 1983–83, 84–87   | Cgy, Tor                              |                                          |

## Bernier – Blade
| Játékos             | Pozíció     | Ország | Születési hely                  | Aktív                 | Csapat ↓                     | Jegyzetek                                   |
| ------------------- | ----------- | ------ | ------------------------------- | --------------------- | ---------------------------- | ------------------------------------------- |
| Jonathan Bernier    | Kapus       | CAN    | Laval, Québec                   | 2007                  | LA                           |                                             |
| Serge Bernier       | Jobb szélső | CAN    | Padoue, Québec                  | 1968–73, 79–81        | Phi, LA, Que                 | World Hockey Association-ben is aktív       |
| Steve Bernier       | Jobb szélső | CAN    | Vanier, Québec                  | 2005–                 | SJ                           |                                             |
| Bob Berry           | Bal szélső  | CAN    | Montréal, Québec                | 1968–69, 70–77        | Mtl, LA                      |                                             |
| Brad Berry          | Védő        | CAN    | Bashaw, Alberta                 | 1985–90, 91–94        | Wpg, MNS, Dal                |                                             |
| Doug Berry          | Center      | CAN    | New Westminster, Brit Columbia  | 1979–81               | ColR                         | World Hockey Association-ben is aktív       |
| Fred Berry          | Center      | CAN    | Stony Plain, Alberta            | 1976–77               | Det                          |                                             |
| Ken Berry           | Csatár      | CAN    | Burnaby, Brit Columbia          | 1981–82, 83–84, 87–89 | Edm, Van                     |                                             |
| Rick Berry          | Védő        | CAN    | Birtle, Manitoba                | 2000–04               | Col, Pit, Was                |                                             |
| Daniel Berthiaume   | Kapus       | CAN    | Longueuil, Québec               | 1986–94               | Wpg, MNS, LA, Bos, Ott       |                                             |
| Éric Bertrand       | Bal szélső  | CAN    | Saint-Éphrem, Québec            | 1999–01               | Atl, NJ, Mtl                 |                                             |
| Todd Bertuzzi       | Bal szélső  | CAN    | Greater Sudbury, Ontario        | 1995–                 | NYI, Van, Fla, Det           |                                             |
| Craig Berube        | Bal szélső  | CAN    | Calahoo, Alberta                | 1986–03               | Phi, Tor, Cgy, Was, NYI      |                                             |
| Phil Bessler        | Jobb szélső | CAN    | Melville, Saskatchewan          | 1936–36, 38–39        | Bos, Chi, Det                | Aktív a Pacific Coast Hockey Associationben |
| Pete Bessone        | Védő        | USA    | New Bedford, Massachusetts      | 1937–38               | Det                          |                                             |
| Allan Bester        | Kapus       | CAN    | Hamilton, Ontario               | 1983–92, 95–96        | Tor, Det, Dal                |                                             |
| John Bethel         | Bal szélső  | CAN    | Montréal, Québec                | 1979–80               | Wpg                          |                                             |
| Karel Bětík         | Védő        | CZE    | Ostrava, Csehszlovákia          | 1998–99               | TB                           |                                             |
| Makszim Bets        | Bal szélső  | RUS    | Cseljabinszk, Szovjetunió       | 1993–94               | Ana                          |                                             |
| Silvio Bettio       | Bal szélső  | CAN    | Copper Cliff, Ontario           | 1949–50               | Bos                          |                                             |
| Blair Betts         | Center      | CAN    | Edmonton, Alberta               | 2001–                 | Cgy, NYR                     |                                             |
| Jeff Beukeboom      | Védő        | CAN    | Ajax, Ontario                   | 1986–99               | Edm, NYR                     |                                             |
| Bill Beveridge      | Kapus       | CAN    | Ottawa, Ontario                 | 1929–31, 32–38        | Det, Ott(I), StlE, MtlM      |                                             |
| Nick Beverley       | Védő        | CAN    | Toronto, Ontario                | 1966–67, 69–70, 71–80 | Bos, Pit, NYR, MIN, LA, ColR |                                             |
| Dwight Bialowas     | Védő        | CAN    | Regina, Saskatchewan            | 1973–77               | AtlF, MNS                    |                                             |
| Frank Bialowas      | Bal szélső  | CAN    | Winnipeg, Manitoba              | 1993–94               | Tor                          |                                             |
| Wayne Bianchin      | Bal szélső  | CAN    | Nanaimo, Brit Columbia          | 1973–80               | Pit, Edm                     |                                             |
| Paul Bibeault       | Kapus       | CAN    | Montréal, Québec                | 1940–47               | Mtl, Tor, Bos, Chi           |                                             |
| Radim Bičánek       | Védő        | CZE    | Uherské Hradiště, Csehszlovákia | 1994–95, 96–02        | Ott, Chi, Clb                |                                             |
| Jiří Bicek          | Bal szélső  | SVK    | Kassa, Szlovákia                | 2000–04               | NJ                           |                                             |
| Todd Bidner         | Center      | CAN    | Petrolia, Ontario               | 1981–82               | Was                          |                                             |
| Zac Bierk           | Kapus       | CAN    | Peterborough, Ontario           | 1997–01, 2002–04      | TB, Min, Phx                 |                                             |
| Don Biggs           | Center      | CAN    | Mississauga, Ontario            | 1984–85, 89–90        | MNS, Phi                     |                                             |
| Larry Bignell       | Védő        | CAN    | Edmonton, Alberta               | 1973–74               | Pit                          | World Hockey Association-ben is aktív       |
| Craig Billington    | Kapus       | CAN    | London, Ontario                 | 1985–87, 88–89, 91–03 | NJ, Ott, Bos, Col, Was       |                                             |
| Gilles Bilodeau     | Bal szélső  | CAN    | Saint-Prime, Québec             | 1979–80               | Que                          | World Hockey Association-ben is aktív       |
| André Binette       | Kapus       | CAN    | Montréal, Québec                | 1954–55               | Mtl                          |                                             |
| Les Binkley         | Kapus       | CAN    | Owen Sound, Ontario             | 1967–72               | Pit                          | World Hockey Association-ben is aktív       |
| Jack Bionda         | Védő        | CAN    | Huntsville, Ontario             | 1955–59               | Tor, Bos                     |                                             |
| Martin Biron        | Kapus       | CAN    | Lac-Saint-Charles, Québec       | 1995–96, 98–          | Buf, Phi                     |                                             |
| Mathieu Biron       | Védő        | CAN    | Lac-Saint-Charles, Québec       | 1999–06               | NYI, TB, Fla, Was            |                                             |
| Sebastien Bisaillon | Védő        | CAN    | Mont-Laurier, Québec            | 2006–07               | Edm                          |                                             |
| Tom Bissett         | Bal szélső  | USA    | Seattle, Washington             | 1990–91               | Det                          |                                             |
| Dick Bittner        | Kapus       | CAN    | New Haven, Connecticut          | 1949–50               | Bos                          |                                             |
| Scott Bjugstad      | Csatár      | USA    | Saint Paul, Minnesota           | 1983–92               | MNS, Pit, LA                 |                                             |
| James Black         | Védő        | CAN    | Regina, Saskatchewan            | 1989–94, 95–01        | Hfd, MNS, Dal, Chi, Was      |                                             |
| Steve Black         | Bal szélső  | CAN    | Fort William, Ontario           | 1949–51               | Det, Chi                     |                                             |
| Bob Blackburn       | Védő        | CAN    | Rouyn-Noranda, Québec           | 1968–71               | NYR, Pit                     |                                             |
| Dan Blackburn       | Kapus       | CAN    | Montréal, Québec                | 2001–03               | NYR                          |                                             |
| Don Blackburn       | Bal szélső  | CAN    | Kirkland Lake, Ontario          | 1962–63, 67–71, 72–73 | Bos, Phi, NYR, NYI, MNS      | World Hockey Association-ben is aktív       |
| Hank Blade          | Center      | CAN    | Peterborough, Ontario           | 1946–48               | Chi                          |                                             |

## Bladon – Boll
| Játékos           | Pozíció     | Ország | Születési hely               | Aktív                   | Csapat ↓                     | Jegyzetek                             |
| ----------------- | ----------- | ------ | ---------------------------- | ----------------------- | ---------------------------- | ------------------------------------- |
| Tom Bladon        | Védő        | CAN    | Edmonton, Alberta            | 1972–81                 | Phi, Pit, Edm, Wpg, Det      |                                       |
| Garry Blaine      | Csatár      | CAN    | St. Boniface, Manitoba       | 1954–55                 | Mtl                          |                                       |
| Andy Blair        | Center      | CAN    | Winnipeg, Manitoba           | 1928–37                 | Tor, Chi                     |                                       |
| Chuck Blair       | Jobb szélső | Skócia | Edinburgh, Skócia            | 1948–49                 | NHL                          |                                       |
| George Blair      | Center      | CAN    | South Porcupine, Ontario     | 1950–51                 | Tor                          |                                       |
| Mike Blaisdell    | Jobb szélső | CAN    | Moose Jaw, Saskatchewan      | 1980–89                 | Det, NYR, Pit                |                                       |
| Bob Blake         | Bal szélső  | USA    | Ashland, Wisconsin           | 1935–36                 | Bos                          |                                       |
| Hector Blake      | Bal szélső  | CAN    | Victoria Mines, Ontario      | 1934–48                 | MtlM, Mtl                    | Jégkorong Hírességek Csarnoka 1966    |
| Jason Blake       | Center      | USA    | Moorhead, Minnesota          | 1998–                   | LA, NYI                      |                                       |
| Mickey Blake      | Bal szélső  | CAN    | Barriefield, Ontario         | 1932–33, 34–36          | MtlM, StlE, Tor              |                                       |
| Mike Blake        | Kapus       | CAN    | Kitchener, Ontario           | 1981–84                 | LA                           |                                       |
| Rob Blake         | Védő        | CAN    | Simcoe, Ontario              | 1989–                   | LA, Col                      |                                       |
| Zdeněk Blatný     | Bal szélső  | CZE    | Brno, Csehszlovákia          | 2002–06                 | Atl, Bos                     |                                       |
| Rick Blight       | Jobb szélső | CAN    | Portage La Prairie, Manitoba | 1975–81, 82–83          | Van, LA                      |                                       |
| Russ Blinco       | Center      | CAN    | Grand-Mère, Québec           | 1933–39                 | MtlM, Chi                    |                                       |
| Ken Block         | Védő        | CAN    | Steinbach, Manitoba          | 1970–71                 | Van                          | World Hockey Association-ben is aktív |
| Jeff Bloemberg    | Védő        | CAN    | Listowel, Ontario            | 1988–92                 | NYR                          |                                       |
| Timo Blomqvist    | Védő        | FIN    | Helsinki, Finnország         | 1981–85, 86–87          | Was, NJ                      |                                       |
| Arto Blomsten     | Védő        | FIN    | Vaasa, Finnország            | 1993–96                 | Wpg, LA                      |                                       |
| Mike Bloom        | Bal szélső  | CAN    | Ottawa, Ontario              | 1974–77                 | Was, Det                     |                                       |
| Michael Blunden   | Jobb szélső | CAN    | Toronto, Ontario             | 2006–                   | Chi                          |                                       |
| Sylvain Blouin    | Bal szélső  | CAN    | Montréal, Québec             | 1996–99, 2000–03        | NYR, Mtl, Min                |                                       |
| John Blue         | Kapus       | USA    | Huntington Beach, Kalifornia | 1992–94, 95–96          | Bos, Buf                     |                                       |
| John Blum         | Védő        | USA    | Detroit, Michigan            | 1982–90                 | Edm, Bos, Was, Det           |                                       |
| Michael Blunden   | Jobb szélső | CAN    | Toronto, Ontario             | 2006–                   | Chi                          |                                       |
| Brandon Bochenski | Jobb szélső | USA    | Blaine, Minnesota            | 2005–                   | Ott, Chi, Bos                |                                       |
| Bob Bodak         | Bal szélső  | CAN    | Thunder Bay, Ontario         | 1987–88, 89–90          | Cgy, Har                     |                                       |
| Gregg Boddy       | Védő        | CAN    | Ponoka, Alberta              | 1971–76                 | Van                          | World Hockey Association-ben is aktív |
| Doug Bodger       | Védő        | CAN    | Chemainus, Brit Columbia     | 1984–00                 | Pit, Buf, SJ, NJ, LA, Van    |                                       |
| Gus Bodnar        | Center      | CAN    | Fort William, Ontario        | 1943–55                 | Tor, Chi, Bos                |                                       |
| Ron Boehm         | Bal szélső  | CAN    | Allan, Saskatchewan          | 1967–68                 | Oak                          |                                       |
| Garth Boesch      | Védő        | CAN    | Milestone, Saskatchewan      | 1946–50                 | Tor                          |                                       |
| Eric Boguniecki   | Center      | USA    | New Haven, Connecticut       | 1999–                   | Fla, Stl, Pit, NYI           |                                       |
| Rick Boh          | Center      | CAN    | Kamloops, Brit Columbia      | 1987–88                 | MNS                          |                                       |
| Lonny Bohonos     | Center      | CAN    | Winnipeg, Manitoba           | 1995–99                 | Van, Tor                     |                                       |
| Alekszandr Bojkov | Védő        | RUS    | Cseljabinszk, Szovjetunió    | 1999–01                 | Nas                          |                                       |
| Marc Boileau      | Center      | CAN    | Pointe Claire, Québec        | 1961–62                 | Det                          |                                       |
| Patrick Boileau   | Védő        | CAN    | Montréal, Québec             | 1996–97, 97–98, 2001–04 | Was, Det, Pit                |                                       |
| Rene Boileau      | Center      | CAN    | Pointe Claire, Québec        | 1925–26                 | NYA                          |                                       |
| Fred Boimistruck  | Védő        | CAN    | Sudbury, Ontairo             | 1981–83                 | Tor                          |                                       |
| Gilles Boisvert   | Kapus       | CAN    | Trois-Rivières, Québec       | 1959–60                 | Det                          |                                       |
| Serge Boisvert    | Center      | CAN    | Drummondville, Québec        | 1982–83, 84–88          | Tor, Mtl                     |                                       |
| Claude Boivin     | Bal szélső  | CAN    | Sainte-Foy, Québec           | 1991–95                 | Phi, Ott                     |                                       |
| Leo Boivin        | Védő        | CAN    | Prescott, Ontario            | 1951–70                 | Tor, Bos, Det, Pit, MNS      |                                       |
| Mike Boland       | Védő        | CAN    | London, Ontario              | 1974–75, 78–79          | KC, Buf                      |                                       |
| Mike Boland       | Bal szélső  | CAN    | Montréal, Québec             | 1974–75                 | Phi                          | Aktív a World Hockey Associationben   |
| Ivan Boldirev     | Center      | CAN    | Nagybecskerek, Jugoszlávia   | 1970–85                 | Bos, Cal, Chi, Atl, Van, Det |                                       |
| Dan Bolduc        | Bal szélső  | USA    | Waterville, Maine            | 1978–80, 83–84          | Det, Cgy                     | World Hockey Association-ben is aktív |
| Michel Bolduc     | Védő        | CAN    | L'Ange-Gardien, Québec       | 1981–83                 | Que                          |                                       |
| Frank Boll        | Bal szélső  | CAN    | Fillmore, Saskatchewan       | 1933–44                 | Tor, NYA, Bos                |                                       |
| Jared Boll        | Jobb szélső | USA    | Charlotte, Észak-Karolina    | 2007–                   | Clb                          |                                       |

## Bolland – Boughner
| Játékos                | Pozíció     | Ország | Születési hely                 | Aktív            | Csapat ↓                              | Jegyzetek                                                          |
| ---------------------- | ----------- | ------ | ------------------------------ | ---------------- | ------------------------------------- | ------------------------------------------------------------------ |
| David Bolland          | Center      | CAN    | Toronto, Ontario               | 2006–            | Chi                                   |                                                                    |
| Larry Bolonchuk        | Védő        | CAN    | Winnipeg, Manitoba             | 1972–73, 75–78   | Van, Was                              |                                                                    |
| Hugh Bolton            | Védő        | CAN    | Toronto, Ontario               | 1949–57          | Tor                                   |                                                                    |
| Brad Bombardir         | Védő        | CAN    | Powell River, Briti Columbia   | 1997–04          | NJ, Min, Nas                          |                                                                    |
| Dan Bonar              | Center      | CAN    | Deloraine, Manitoba            | 1980–83          | LA                                    |                                                                    |
| Peter Bondra           | Jobb szélső | SVK    | Luck, Ukrajna                  | 1990–            | Was, Ott, Atl, Chi                    |                                                                    |
| Brian Bonin            | Center      | USA    | Saint Paul, Minnesota          | 1998–99, 2000–01 | Pit, Min                              |                                                                    |
| Marcel Bonin           | Bal szélső  | CAN    | Montréal, Québec               | 1952–56, 57–62   | Det, Bos, Mtl                         |                                                                    |
| Radek Bonk             | Center      | CZE    | Krnov, Csehszlovákia           | 1994–            | Ott, Mtl, Nas                         |                                                                    |
| Ryan Bonni             | Védő        | CAN    | Winnipeg, Manitoba             | 1999–00          | Van                                   |                                                                    |
| Jason Bonsignore       | Center      | USA    | Rochester, New York            | 1994–96, 1997–99 | Edm, TB                               |                                                                    |
| Dennis Bonvie          | Jobb szélső | CAN    | Antigonish, Új-Skócia          | 1994–96, 97–04   | Edm, Chi, Pit, Bos, Ott, Col          |                                                                    |
| Jim Boo                | Védő        | USA    | Rolla, Missouri                | 1977–78          | MNS                                   |                                                                    |
| Derek Boogaard         | Csatár      | CAN    | Saskatoon, Saskatchewan        | 2005–            | Min                                   |                                                                    |
| Buddy Boone            | Jobb szélső | CAN    | Kirkland Lake, Ontario         | 1957–58          | Bos                                   |                                                                    |
| George Boothman        | Center      | CAN    | Calgary, Alberta               | 1942–44          | Tor                                   |                                                                    |
| Chris Bordeleau        | Center      | CAN    | Rouyn-Noranda, Québec          | 1968–72          | Mtl, Stl, Chi                         | World Hockey Association-ben is aktív                              |
| J. P. Bordeleau        | Jobb szélső | CAN    | Rouyn-Noranda, Québec          | 1970, 71–80      | Chi                                   |                                                                    |
| Paulin Bordeleau       | Center      | CAN    | Rouyn-Noranda, Québec          | 1973–76          | Van                                   | World Hockey Association-ben is aktív                              |
| Sebastien Bordeleau    | Center      | CAN    | Vancouver, Brit Columbia       | 1995–02          | Mtl, Nas, Min, Phx                    |                                                                    |
| Casey Borer            | Védő        | USA    | Minneapolis, Minnesota         | 2007–            | Car                                   |                                                                    |
| Jack Borotsik          | Center      | CAN    | Brandon, Manitoba              | 1974–75          | Stl                                   |                                                                    |
| Luciano Borsato        | Center      | CAN    | Richmond Hill, Ontario         | 1991–95          | Wpg                                   |                                                                    |
| Nikolai Borschevsky    | Jobb szélső | RUS    | Tomszk, Szovjetunió            | 1992–96          | Tor, Cgy, Dal                         |                                                                    |
| Laurie Boschman        | Csatár      | CAN    | Major, Saskatchewan            | 1979–93          | Tor, Edm, Wpg, NJ, Ott                |                                                                    |
| Mike Bossy             | Csatár      | CAN    | Montréal, Québec               | 1977–87          | NYI                                   | Jégkorong Hírességek Csarnoka 1991                                 |
| Helge Bostrom          | Védő        | CAN    | Winnipeg, Manitoba             | 1929–33          | Chi                                   | Aktív a WCHL-ben és PCHA-ben                                       |
| Mark Botell            | Védő        | CAN    | Scarborough, Ontario           | 1981–82          | Phi                                   |                                                                    |
| Tim Bothwell           | Védő        | CAN    | Vancouver, Brit Columbia       | 1978–89          | NYR, Stl, Har                         |                                                                    |
| Jason Botterill        | Bal szélső  | CAN    | Edmonton, Alberta              | 1997–00, 2001–04 | Dal, Atl, Cgy, Buf                    |                                                                    |
| Cam Botting            | Jobb szélső | CAN    | Kingston, Ontario              | 1975–76          | Atl                                   |                                                                    |
| Henry Boucha           | Center      | USA    | Warroad, Minnesota             | 1971–77          | Det, MNS, KC, ColR                    | World Hockey Association-ben is aktív                              |
| Dan Bouchard           | Kapus       | CAN    | Val-d'Or, Québec               | 1972–86          | AtlF, Cgy, Que, Wpg                   |                                                                    |
| Dick Bouchard          | Jobb szélső | CAN    | Letellier, Manitoba            | 1954–55          | NYR                                   |                                                                    |
| Edmond Bouchard        | Bal szélső  | CAN    | Saint-Étienne-des-Grès, Québec | 1921–29          | Mtl, Ham, NYA, PitP                   |                                                                    |
| Emile "Butch" Bouchard | Védő        | CAN    | Montréal, Québec               | 1941–56          | Mtl                                   | Jégkorong Hírességek Csarnoka 1966                                 |
| Joel Bouchard          | Védő        | CAN    | Montréal, Québec               | 1994–06          | Cgy, Nas, Dal, Phx, NJ, NYR, Pit, NYI |                                                                    |
| Pierre Bouchard        | Védő        | CAN    | Longueuil, Québec              | 1970–82          | Mtl, Was                              |                                                                    |
| Pierre-Marc Bouchard   | Jobb szélső | CAN    | Sherbrooke, Québec             | 2002–            | Min                                   |                                                                    |
| Bill Boucher           | Jobb szélső | CAN    | Ottawa, Ontario                | 1921–28          | Mtl, Bos, NYA                         |                                                                    |
| Brian Boucher          | Kapus       | USA    | Woonsocket, Rhode Island       | 1999–            | Phi, Phx, Cgy, Chi, Clb               |                                                                    |
| Clarence Boucher       | Védő        | CAN    | North Bay, Ontario             | 1926–28          | NYA                                   |                                                                    |
| Frank Boucher          | Center      | CAN    | Ottawa, Ontario                | 1921–22, 26–44   | Ott(I), NYR                           | Aktív a PCHA-ben és a WCHL-ben; Jégkorong Hírességek Csarnoka 1958 |
| George Boucher         | Védő        | CAN    | Ottawa, Ontario                | 1917–32          | Ott(I), MtlM, Chi                     | Jégkorong Hírességek Csarnoka 1960;                                |
| Philippe Boucher       | Védő        | CAN    | Saint-Apollinaire, Québec      | 1992–            | Buf, LA, Dal                          |                                                                    |
| Robert Boucher         | Center      | CAN    | Ottawa, Ontario                | 1923–24          | Mtl                                   | Aktív a Western Canada Hockey League-ben                           |
| Tyler Bouck            | Bal szélső  | CAN    | Camrose, Alberta               | 2000–02, 03–     | Dal, Phx, Van                         |                                                                    |
| Bruce Boudreau         | Center      | CAN    | Toronto, Ontario               | 1976–83, 85–86   | Tor, Chi                              | World Hockey Association-ben is aktív                              |
| Andre Boudrias         | Center      | CAN    | Montréal, Québec               | 1963–65, 66–76   | Mtl, MNS, Chi, KC, Stl, Van           | World Hockey Association-ben is aktív                              |
| Barry Boughner         | Jobb szélső | CAN    | Delhi, Ontario                 | 1969–71          | Oak                                   |                                                                    |
| Bob Boughner           | Védő        | CAN    | Windsor, Ontario               | 1995–06          | Buf, Nas, Pit, Cgy, Car, Col          |                                                                    |

## Bouillon – Brasar
| Játékos             | Pozíció     | Ország | Születési hely                 | Aktív                 | Csapat ↓                | Jegyzetek                                |
| ------------------- | ----------- | ------ | ------------------------------ | --------------------- | ----------------------- | ---------------------------------------- |
| Francis Bouillon    | Védő        | CAN    | Québec, Québec                 | 1999–                 | Mtl, Nas                |                                          |
| Jesse Boulerice     | Jobb szélső | USA    | Plattsburgh, New York          | 2001–06               | Phi, Car, Stl           |                                          |
| Eric Boulton        | Bal szélső  | CAN    | Halifax, Új-Skócia             | 2000–                 | Buf, Atl                |                                          |
| Josef Boumedienne   | Védő        | SWE    | Stockholm, Svédország          | 2001–04               | NJ, TB, Was             |                                          |
| Dan Bourbonnais     | Csatár      | CAN    | Winnipeg, Manitoba             | 1981–82, 83–84        | Har                     |                                          |
| Rick Bourbonnais    | Jobb szélső | CAN    | Toronto, Ontario               | 1975–78               | Stl                     |                                          |
| Conrad Bourcier     | Center      | CAN    | Montréal, Québec               | 1935–36               | Mtl                     |                                          |
| Jean Bourcier       | Bal szélső  | CAN    | Montréal, Québec               | 1935–36               | Mtl                     |                                          |
| Fred Bourdginon     | Jobb szélső | CAN    | Parry Sound, Ontario           | 1925–26               | Bos                     |                                          |
| Luc Bourdon         | Védő        | CAN    | Shippagan, Új-Brunswick        | 2006–08               | Van                     |                                          |
| Leo Bourgeault      | Védő        | CAN    | Sturgeon Falls, Ontario        | 1926–31, 32–35        | Tor, NYR, Ott(I), Mtl   | Aktív a Western Canada Hockey League-ben |
| Charlie Bourgeois   | Védő        | CAN    | Moncton, Új-Brunswick          | 1981–88               | Cgy, Stl, Har           |                                          |
| Bob Bourne          | Center      | CAN    | Netherhill, Saskatchewan       | 1974–88               | NYI, La                 |                                          |
| Chris Bourque       | Bal szélső  | USA    | Boston, Massachusetts          | 2007–                 | Wsh                     |                                          |
| Claude Bourque      | Kapus       | CAN    | Oxford, Új-Skócia              | 1938–40               | Mtl, Det                |                                          |
| Phil Bourque        | Védő        | USA    | Chelmsford, Massachusetts      | 1983–84, 85–96        | Pit, NYR, Ott           |                                          |
| Ray Bourque         | Védő        | CAN    | Montréal, Québec               | 1979–01               | Bos, Col                | Jégkorong Hírességek Csarnoka 2004       |
| Rene Bourque        | Bal szélső  | CAN    | Lac La Biche, Alberta          | 2005–                 | Chi                     |                                          |
| Pat Boutette        | Center      | CAN    | Windsor, Ontario               | 1975–85               | Tor, Har, Pit           |                                          |
| Paul Boutilier      | Védő        | CAN    | Sydney, Új-Skócia              | 1982–89               | NYI, MNS, Bos, NYR, Wpg |                                          |
| Rollie Boutin       | Kapus       | CAN    | Westlock, Alberta              | 1978–81               | Was                     |                                          |
| Lionel Bouvrette    | Kapus       | CAN    | Hawkesbury, Ontario            | 1942–43               | NYR                     |                                          |
| Jay Bouwmeester     | Védő        | CAN    | Edmonton, Alberta              | 2002–                 | Fla                     |                                          |
| Jason Bowen         | Bal szélső  | CAN    | Port Alice, Brit Columbia      | 1992–98               | Phi, Edm                |                                          |
| Johnny Bower        | Kapus       | CAN    | Prince Albert, Saskatchewan    | 1953–55, 56–57, 58–70 | NYR, Tor                | Jégkorong Hírességek Csarnoka 1976       |
| Bill Bowler         | Center      | CAN    | Toronto, Ontario               | 2000–01               | Clb                     |                                          |
| Kirk Bowman         | Bal szélső  | CAN    | Leamington, Ontario            | 1976–79               | Chi                     | World Hockey Association-ben is aktív    |
| Ralph Bowman        | Védő        | CAN    | Winnipeg, Manitoba             | 1933–40               | StlE, Ott(I), Det       |                                          |
| Jack Bownass        | Védő        | CAN    | Winnipeg, Manitoba             | 1957–60, 61–62        | Mtl, NYR                |                                          |
| Rick Bowness        | Center      | CAN    | Moncton, Új-Brunswick          | 1975–82               | AtlF, Det, Stl, Wpg     |                                          |
| Johnny Boychuk      | Védő        | CAN    | Edmonton, Alberta              | 2007–                 | Col                     |                                          |
| Billy Boyd          | Jobb szélső | CAN    | Belleville, Ontario            | 1926–30               | NYR, NYA                |                                          |
| Dustin Boyd         | Center      | CAN    | Winnipeg, Manitoba             | 2006–                 | Cgy                     |                                          |
| Irwin Boyd          | Jobb szélső | CAN    | Philadelphia, Pennsylvania     | 1931–32, 34–35, 42–44 | Bos, Det                |                                          |
| Randy Boyd          | Védő        | CAN    | Coniston, Ontario              | 1981–89               | Pit, Chi, NYI, Van      |                                          |
| Wally Boyer         | Center      | CAN    | Cowan, Manitoba                | 1965–72               | Tor, Chi, Oak, Pit      | World Hockey Association-ben is aktív    |
| Zac Boyer           | Jobb szélső | CAN    | Inuvik, Északnyugati területek | 1994–96               | Dal                     |                                          |
| Brad Boyes          | Center      | CAN    | Mississauga, Ontario           | 2003–                 | SJ, Bos, Stl            |                                          |
| Darren Boyko        | Center      | CAN    | Winnipeg, Manitoba             | 1988–89               | Wpg                     |                                          |
| Brian Boyle         | Center      | USA    | Hingham, Massachusetts         | 2007–                 | LA                      |                                          |
| Dan Boyle           | Védő        | CAN    | Ottawa, Ontario                | 1998–                 | Fla, TB                 |                                          |
| Nick Boynton        | Védő        | CAN    | Etobicoke, Ontario             | 1999–                 | Bos, Phx                |                                          |
| Steve Bozek         | Csatár      | CAN    | Kelowna, Brit Columbia         | 1981–92               | LA, Cgy, Stl, Van, SJ   |                                          |
| Philippe Bozon      | Bal szélső  | FRA    | Chamonix, Franciaország        | 1991–95               | Stl                     |                                          |
| John Brackenborough | Bal szélső  | CAN    | Parry Sound, Ontario           | 1925–26               | Bos                     |                                          |
| Curt Brackenbury    | Bal szélső  | CAN    | Kapuskasing, Ontario           | 1979–83               | Que, Edm, Stl           | World Hockey Association-ben is aktív    |
| Barton Bradley      | Center      | CAN    | Fort William, Ontario          | 1949–50               | Bos                     |                                          |
| Brian Bradley       | Center      | CAN    | Kitchener, Ontario             | 1985–98               | Cgy, Van, Tor, TB       |                                          |
| Lyle Bradley        | Center      | CAN    | Lloydminster, Saskatchewan     | 1973–74, 76–77        | Cal, Cle                |                                          |
| Matt Bradley        | Jobb szélső | CAN    | Pointe-Claire, Québec          | 2000–                 | SJ, Pit, Was            |                                          |
| Neil Brady          | Center      | CAN    | Montréal, Québec               | 1989–94               | NJ, Ott, Dal            |                                          |
| Rick Bragnalo       | Center      | CAN    | Fort William, Ontario          | 1975–79               | Was                     |                                          |
| Andy Branigan       | Védő        | CAN    | Winnipeg, Manitoba             | 1940–42               | NYA                     |                                          |
| Per-Olov Brasar     | Bal szélső  | SWE    | Falun, Svédország              | 1977–82               | MNS, Van                |                                          |

## Brashear – Brossart
| Játékos           | Pozíció     | Ország | Születési hely              | Aktív                   | Csapat ↓                   | Jegyzetek                             |
| ----------------- | ----------- | ------ | --------------------------- | ----------------------- | -------------------------- | ------------------------------------- |
| Donald Brashear   | Bal szélső  | USA    | Bedford, Indiana            | 1993–                   | Mtl, Van, Phi, Was         |                                       |
| Derek Brassard    | Center      | CAN    | Hull, Québec                | 2007–                   | Clb                        |                                       |
| Fred Brathwaite   | Kapus       | CAN    | Ottawa, Ontario             | 1993–96, 98–04          | Edm, Cgy, Stl, Clb         |                                       |
| Russ Brayshaw     | Bal szélső  | CAN    | Rosthern, Saskatchewan      | 1944–45                 | Chi                        |                                       |
| Frank Breault     | Jobb szélső | CAN    | Acton Vale, Québec          | 1990–93                 | LA                         |                                       |
| Ken Breitenbach   | Védő        | CAN    | Welland, Ontario            | 1975–77, 78–79          | Buf                        |                                       |
| Pavel Brendl      | Csatár      | CZE    | Opocno, Csehszlovákia       | 2001–06                 | Phi, Car, Phx              |                                       |
| Dan Brennan       | Csatár      | CAN    | Dawson Creek, Brit Columbia | 1983–84, 85–86          | LA                         |                                       |
| Doug Brennan      | Védő        | CAN    | Peterborough, Ontario       | 1931–34                 | NYR                        |                                       |
| Kip Brennan       | Bal szélső  | CAN    | Kingston, Ontario           | 2001–06                 | LA, Atl, Ana               |                                       |
| Rich Brennan      | Védő        | USA    | Schenectady, New York       | 1996–99, 2000–03        | Col, SJ, NYR, LA, Nas, Bos |                                       |
| Tom Brennan       | Jobb szélső | USA    | Philadelphia, Pennsylvania  | 1943–45                 | Bos                        |                                       |
| John Brenneman    | Bal szélső  | CAN    | Fort Erie, Ontario          | 1964–69                 | Chi, NYR, Tor, Det, Oak    |                                       |
| Tim Brent         | Center      | CAN    | Cambridge, Ontario          | 2006–                   | Ana, Pit                   |                                       |
| Joe Bretto        | Védő        | USA    | Hibbing, Minnesota          | 1944–45                 | Chi                        |                                       |
| Carl Brewer       | Védő        | CAN    | Toronto, Ontario            | 1957–65, 69–72, 79–80   | Tor, Det, Stl              | World Hockey Association-ben is aktív |
| Eric Brewer       | Védő        | CAN    | Vernon, Brit Columbia       | 1998–                   | NYI, Edm, Stl              |                                       |
| Andy Brickley     | Bal szélső  | USA    | Melrose, Massachusetts      | 1982–85, 86–94          | Phi, Pit, NJ, Bos, Wpg     |                                       |
| Archie Briden     | Bal szélső  | CAN    | Renfrew, Ontario            | 1926–27, 29–30          | Bos, Det, PitP             | Aktív a PCHA-ben és a WCHL-ben        |
| Mel Bridgman      | Center      | CAN    | Trenton, Ontario            | 1975–89                 | Phi, Cgy, NJ, Det, Van     |                                       |
| Daniel Brière     | Center      | CAN    | Gatineau, Québec            | 1997–                   | Phx, Buf, Phi              |                                       |
| Michel Brière     | Center      | CAN    | Malartic, Québec            | 1969–70                 | Pit                        |                                       |
| Travis Brigley    | Bal szélső  | CAN    | Coronation, Alberta         | 1997–98, 99–00, 03–04   | Cgy, Col                   |                                       |
| Aris Brimanis     | Védő        | USA    | Shaker Heights, Ohio        | 1993–97, 99–02, 2003–04 | Phi, NYI, Ana, Stl         |                                       |
| Frank Brimsek     | Kapus       | USA    | Eveleth, Minnesota          | 1938–43, 45–50          | Bos, Chi                   |                                       |
| Rod Brind'Amour   | Bal szélső  | CAN    | Ottawa, Ontario             | 1988–                   | Stl, Phi, Car              |                                       |
| Doug Brindley     | Center      | CAN    | Walkerton, Ontario          | 1970–71                 | Tor                        | World Hockey Association-ben is aktív |
| David Brine       | Center      | CAN    | Truro, Új-Skócia            | 2007–                   | Fla                        |                                       |
| Milton Brink      | Center      | CAN    | Hibbing, Minnesota          | 1936–37                 | Chi                        |                                       |
| Patrice Brisebois | Védő        | CAN    | Montréal, Québec            | 1990–                   | Mtl, Col                   |                                       |
| Gerry Brisson     | Jobb szélső | CAN    | St. Boniface, Manitoba      | 1962–63                 | Mtl                        |                                       |
| Greg Britz        | Csatár      | USA    | Buffalo, New York           | 1983–85, 86–87          | Tor, Har                   |                                       |
| Ilja Brizgalov    | Kapus       | RUS    | Togliatti, Oroszország      | 2001–02, 03–            | Ana, Phx                   |                                       |
| Punch Broadbent   | Jobb szélső | CAN    | Ottawa, Ontario             | 1918–29                 | Ott(I), MtlM, NYA          | Jégkorong Hírességek Csarnoka 1962    |
| Martin Brochu     | Kapus       | CAN    | Anjou, Québec               | 1998–99, 2001–02        | Was, Van                   |                                       |
| Stephane Brochu   | Védő        | CAN    | Sherbrooke, Québec          | 1988–89                 | NYR                        |                                       |
| Turk Broda        | Kapus       | CAN    | Brandon, Manitoba           | 1936–52                 | Tor                        | Jégkorong Hírességek Csarnoka 1967    |
| Connie Broden     | Center      | CAN    | Montréal, Québec            | 1955–56, 57–58          | Mtl                        |                                       |
| Ken Broderick     | Kapus       | CAN    | Toronto, Ontario            | 1969–70, 73–75          | MNS, Bos                   | World Hockey Association-ben is aktív |
| Len Broderick     | Kapus       | CAN    | Toronto, Ontario            | 1957–58                 | Mtl                        |                                       |
| Martin Brodeur    | Kapus       | CAN    | Montréal, Québec            | 1991–92, 93–            | NJ                         |                                       |
| Mike Brodeur      | Kapus       | CAN    | Calgary, Alberta            | 2009-                   | Ott                        |                                       |
| Richard Brodeur   | Kapus       | CAN    | Longueuil, Québec           | 1979–88                 | NYI, Van, Har              | World Hockey Association-ben is aktív |
| Kyle Brodziak     | Center      | CAN    | Saint Paul, Alberta         | 2005–                   | Edm                        |                                       |
| Gary Bromley      | Kapus       | CAN    | Edmonton, Alberta           | 1973–76, 78–81          | Buf, Van                   | World Hockey Association-ben is aktív |
| Sheldon Brookbank | Védő        | CAN    | Lanigan, Saskatchewan       | 2006–                   | Nas                        |                                       |
| Wade Brookbank    | Csatár      | CAN    | Lanigan, Saskatchewan       | 2003–                   | Nas, Van, Bos              |                                       |
| Bob Brooke        | Center      | USA    | Acton, Massachusetts        | 1983–90                 | NYR, MNS, NJ               |                                       |
| Alex Brooks       | Védő        | USA    | Madison, Wisconsin          | 2006–                   | NJ                         |                                       |
| Arthur Brooks     | Kapus       | CAN    | Guelph, Ontario             | 1917–18                 | Tor                        |                                       |
| Gord Brooks       | Jobb szélső | CAN    | Cobourg, Ontario            | 1971–72, 73–75          | Stl, Was                   |                                       |
| Ross Brooks       | Kapus       | CAN    | Toronto, Ontario            | 1973–75                 | Bos                        |                                       |
| Bernie Brophy     | Bal szélső  | CAN    | Collingwood, Ontario        | 1925–26, 28–30          | MtlM, Det                  |                                       |
| Frank Brophy      | Kapus       | CAN    | Québec, Québec              | 1919–20                 | QueB                       |                                       |
| Willie Brossart   | Védő        | CAN    | Allan, Saskatchewan         | 1970–76                 | Phi, Tor, Was              |                                       |

## Broten – Brylin
| Játékos           | Pozíció     | Ország | Születési hely                      | Aktív                 | Csapat ↓                          | Jegyzetek                             |
| ----------------- | ----------- | ------ | ----------------------------------- | --------------------- | --------------------------------- | ------------------------------------- |
| Aaron Broten      | Csatár      | USA    | Roseau, Minnesota                   | 1980–92               | Col, NJ, MNS, Que, Tor, Wpg       |                                       |
| Neal Broten       | Center      | USA    | Roseau, Minnesota                   | 1980–97               | MNS, Dal, NJ, LA                  |                                       |
| Paul Broten       | Jobb szélső | USA    | Roseau, Minnesota                   | 1989–96               | NYR, Dal, Stl                     |                                       |
| Paul Brousseau    | Jobb szélső | CAN    | Pierrefonds, Québec                 | 1995–98, 2000–01      | Col, TB, Fla                      |                                       |
| Troy Brouwer      | Jobb szélső | CAN    | Vancouver, Brit Columbia            | 2006–                 | Chi                               |                                       |
| Adam Brown        | Bal szélső  | Skócia | Johnstone, Skócia                   | 1941–52               | Det, Chi, Bos                     |                                       |
| Andy Brown        | Kapus       | CAN    | Hamilton, Ontario                   | 1971–74               | Det, Pit                          | World Hockey Association-ben is aktív |
| Arnie Brown       | Védő        | CAN    | Oshawa, Ontario                     | 1961–62, 63–74        | Tor, NYR, Det, NYI, AtlF          | World Hockey Association-ben is aktív |
| Brad Brown        | Védő        | CAN    | Baie Verte, Új-Fundland és Labrador | 1996–97, 98–04        | Mtl, Chi, NYR, Min, Buf           |                                       |
| Cam Brown         | Bal szélső  | CAN    | Saskatoon, Saskatchewan             | 1990–91               | Van                               |                                       |
| Connie Brown      | Center      | CAN    | Vankleek Hill, Ontario              | 1938–43               | Det                               |                                       |
| Curtis Brown      | Bal szélső  | CAN    | Unity, Saskatchewan                 | 1994–                 | Buf, SJ, Chi                      |                                       |
| Dave Brown        | Csatár      | CAN    | Saskatoon, Saskatchewan             | 1982–96               | Phi, Edm, SJ                      |                                       |
| Doug Brown        | Jobb szélső | USA    | Southborough, Massachusetts         | 1986–01               | NJ, Pit, Det                      |                                       |
| Dustin Brown      | Jobb szélső | USA    | Ithaca, New York                    | 2003–                 | LA                                |                                       |
| Fred Brown        | Bal szélső  | CAN    | Kingston, Ontario                   | 1927–28               | MtlM                              |                                       |
| George Brown      | Center      | CAN    | Winnipeg, Manitoba                  | 1936–39               | Mtl                               |                                       |
| Gerry Brown       | Bal szélső  | CAN    | Edmonton, Alberta                   | 1941–42, 45–46        | Det                               |                                       |
| Greg Brown        | Védő        | USA    | Southborough, Massachusetts         | 1990–91, 92–95        | Buf, Pit, Wpg                     |                                       |
| Harold Brown      | Jobb szélső | CAN    | Brandon, Manitoba                   | 1945–46               | NYR                               |                                       |
| Jeff Brown        | Védő        | CAN    | Ottawa, Ontario                     | 1985–98               | Que, Stl, Van, Har, Car, Tor, Was |                                       |
| Jim Brown         | Védő        | USA    | Phoenix, Arizona                    | 1982–83               | LA                                |                                       |
| Keith Brown       | Védő        | CAN    | Corner Brook, Új-Fundland           | 1979–95               | Chi, Fla                          |                                       |
| Ken Brown         | Kapus       | CAN    | Port Arthur, Ontario                | 1970–71               | Chi                               | World Hockey Association-ben is aktív |
| Kevin Brown       | Jobb szélső | ENG    | Birmingham, Anglia                  | 1994–00               | LA, Har, Car, Edm                 |                                       |
| Larry Brown       | Védő        | CAN    | Brandon, Manitoba                   | 1969–78               | NYR, Phi, LA                      |                                       |
| Mike Brown        | Csatár      | CAN    | Surrey, Brit Columbia               | 2000–03               | Van, Ana                          |                                       |
| Mike Brown        | Jobb szélső | USA    | Northbrook, Illinois                | 2007–                 | Van                               |                                       |
| Rob Brown         | Jobb szélső | CAN    | Kingston, Ontario                   | 1987–95, 97–00        | Pit, Har, Chi, Dal, LA            |                                       |
| Sean Brown        | Védő        | CAN    | Oshawa, Ontario                     | 1996–06               | Edm, Bos, NJ, Van                 |                                       |
| Stan Brown        | Védő        | CAN    | North Bay, Ontario                  | 1926–28               | NYR, Det                          |                                       |
| Wayne Brown       | Jobb szélső | CAN    | Belleville, Ontario                 | 1954                  | Bos                               |                                       |
| Cecil Browne      | Bal szélső  | CAN    | St. James, Manitoba                 | 1927–28               | Chi                               |                                       |
| Jack Brownschidle | Védő        | USA    | Buffalo, New York                   | 1977–86               | Stl, Har                          |                                       |
| Jeff Brownschidle | Védő        | USA    | Buffalo, New York                   | 1981–83               | Har                               |                                       |
| Jeff Brubaker     | Bal szélső  | USA    | Hagerstown, Maryland                | 1979–82, 83–86, 87–89 | Har, Mtl, Cgy, Tor, Edm, NYR, Det | World Hockey Association-ben is aktív |
| David Bruce       | Bal szélső  | CAN    | Thunder Bay, Ontario                | 1985–89, 90–94        | Van, Stl, SJ                      |                                       |
| Gordon Bruce      | Bal szélső  | CAN    | Ottawa, Ontario                     | 1940–42, 45–46        | Bos                               |                                       |
| Morley Bruce      | Védő        | CAN    | North Gower, Ontario                | 1917–18, 19–22        | Ott(I)                            |                                       |
| Gilbert Brule     | Center      | CAN    | Edmonton, Alberta                   | 2005–                 | Clb                               |                                       |
| Steve Brule       | Jobb szélső | CAN    | Montréal, Québec                    | 2002–03               | Col                               |                                       |
| Murray Brumwell   | Védő        | CAN    | Calgary, Alberta                    | 1980–84, 85–88        | MNS, NJ                           |                                       |
| Benoît Brunet     | Bal szélső  | CAN    | Pointe-Claire, Québec               | 1988–89, 90–02        | Mtl, Dal, Ott                     |                                       |
| Ed Bruneteau      | Jobb szélső | CAN    | St. Boniface, Manitoba              | 1940–41, 43–49        | Det                               |                                       |
| Modere Bruneteau  | Jobb szélső | CAN    | St. Boniface, Manitoba              | 1935–46               | Det                               |                                       |
| Mario Brunetta    | Kapus       | CAN    | Québec, Québec                      | 1987–90               | Que                               |                                       |
| Andrew Brunette   | Bal szélső  | CAN    | Sudbury, Ontario                    | 1995–                 | Was, Nas, Atl, Min, Col           |                                       |
| Bill Brydge       | Védő        | CAN    | Renfrew, Ontario                    | 1926–27, 29–36        | Tor, Det, NYA                     |                                       |
| Paul Brydges      | Center      | CAN    | Guelph, Ontario                     | 1986–87               | Buf                               |                                       |
| Glen Brydson      | Jobb szélső | CAN    | Swansea, Ontario                    | 1930–38               | MtlM, StlE, NYR, Chi              |                                       |
| Gord Brydson      | Center      | CAN    | Toronto, Ontario                    | 1929–30               | Tor                               |                                       |
| Szergej Brylin    | Center      | USA    | Moszkva, Oroszország                | 1994–08               | NJ                                |                                       |

## Bubla – Busniuk
| Játékos           | Pozíció     | Ország | Születési hely                | Aktív                 | Csapat ↓                                 | Jegyzetek                             |
| ----------------- | ----------- | ------ | ----------------------------- | --------------------- | ---------------------------------------- | ------------------------------------- |
| Jiří Bubla        | Védő        | CZE    | Ústí nad Labem, Csehszlovákia | 1981–86               | Van                                      |                                       |
| Al Buchanan       | Bal szélső  | CAN    | Winnipeg, Manitoba            | 1948–50               | Tor                                      |                                       |
| Jeff Buchanan     | Védő        | CAN    | Swift Current, Saskatchewan   | 1998–99               | Col                                      |                                       |
| Mike Buchanan     | Védő        | CAN    | Sault Ste. Marie, Ontario     | 1951–52               | Chi                                      |                                       |
| Ralph Buchanan    | Jobb szélső | CAN    | Montréal, Québec              | 1948–49               | NYR                                      |                                       |
| Ron Buchanan      | Center      | CAN    | Montréal, Québec              | 1966–67, 69–70        | Bos, Stl                                 | World Hockey Association-ben is aktív |
| Kelly Buchberger  | Jobb szélső | CAN    | Langenburg, Saskatchewan      | 1987–04               | Edm, Atl, LA, Phx, Pit                   |                                       |
| John Bucyk        | Bal szélső  | CAN    | Edmonton, Alberta             | 1955–78               | Det, Bos                                 | Jégkorong Hírességek Csarnoka 1981    |
| Randy Bucyk       | Center      | CAN    | Edmonton, Alberta             | 1985–86, 87–88        | Mtl, Cgy                                 |                                       |
| Peter Budaj       | Kapus       | SVK    | Bystrica, Csehszlovákia       | 2005–                 | Col                                      |                                       |
| Doug Buhr         | Bal szélső  | CAN    | Vancouver, Brit Columbia      | 1974–75               | KC                                       |                                       |
| Tony Bukovich     | Bal szélső  | USA    | Painesdale, Michigan          | 1943–45               | Det                                      |                                       |
| Jan Bulis         | Center      | CZE    | Pardubice, Csehszlovákia      | 1997–                 | Was, Mtl, Van                            |                                       |
| Mike Bullard      | Csatár      | CAN    | Ottawa, Ontario               | 1980–90, 91–92        | Pit, Cgy, Stl, Phi, Tor                  |                                       |
| Hy Buller         | Védő        | CAN    | Montréal, Québec              | 1943–45, 51–54        | Det, NYR                                 |                                       |
| Ted Bulley        | Bal szélső  | CAN    | Windsor, Ontario              | 1976–84               | Chi, Was, Pit                            |                                       |
| Bruce Bullock     | Kapus       | CAN    | Toronto, Ontario              | 1972–73, 74–75, 76–77 | Van                                      |                                       |
| Robert Burakovsky | Jobb szélső | SWE    | Malmö, Svédország             | 1993–94               | Ott                                      |                                       |
| Billy Burch       | Center      | USA    | Yonkers, New York             | 1922–33               | Ham, NYA, Bos, Chi                       |                                       |
| Fred Burchell     | Center      | CAN    | Montréal, Québec              | 1950–51, 53–54        | Mtl                                      |                                       |
| Glen Burdon       | Védő        | CAN    | Lumsden, Saskatchewan         | 1974–45               | KC                                       |                                       |
| Pavel Bure        | Jobb szélső | RUS    | Moszkva, Oroszország          | 1991–03               | Van, Fla, NYR                            |                                       |
| Valerij Bure      | Jobb szélső | RUS    | Moszkva, Oroszország          | 1994–04               | Mtl, Cgy, Fla, Stl, Dal                  |                                       |
| Marc Bureau       | Center      | CAN    | Trois-Rivières, Québec        | 1989–00               | Cgy, MNS, TB, Mtl, Phi                   |                                       |
| Bill Burega       | Védő        | CAN    | Winnipeg, Manitoba            | 1955–56               | Tor                                      |                                       |
| Adam Burish       | Center      | USA    | Madison, Wisconsin            | 2006–                 | Chi                                      |                                       |
| Eddie Burke       | Jobb szélső | CAN    | Toronto, Ontario              | 1931–35               | Bos, NYA                                 |                                       |
| Marty Burke       | Védő        | CAN    | Toronto, Ontario              | 1927–38               | Mtl, PitP, Ott(I), Chi                   |                                       |
| Sean Burke        | Kapus       | CAN    | Windsor, Ontario              | 1987–91, 92–          | NJ, Har, Car, Van, Fla, Phx, Phi, TB, LA |                                       |
| Roy Burmister     | Bal szélső  | CAN    | Collingwood, Ontario          | 1929–32               | NYA                                      |                                       |
| Kelly Burnett     | Center      | CAN    | Lachine, Québec               | 1952–53               | NYR                                      |                                       |
| Bobby Burns       | Bal szélső  | CAN    | Gore Bay, Ontario             | 1928–30               | Chi                                      |                                       |
| Brent Burns       | Védő        | CAN    | Ajax, Ontario                 | 2003–                 | Min                                      |                                       |
| Charlie Burns     | Center      | USA    | Detroit, Michigan             | 1958–63, 67–73        | Det, Bos, Oak, Pit, MNS                  |                                       |
| Gary Burns        | Csatár      | USA    | Cambridge, Massachusetts      | 1980–82               | NYR                                      |                                       |
| Norm Burns        | Center      | CAN    | Youngstown, Alberta           | 1941–42               | NYR                                      |                                       |
| Robin Burns       | Bal szélső  | CAN    | Montréal, Québec              | 1970–73, 74–76        | Pit, KC                                  |                                       |
| Shawn Burr        | Bal szélső  | CAN    | Sarnia, Ontario               | 1984–00               | Det, TB, SJ                              |                                       |
| Randy Burridge    | Bal szélső  | CAN    | Fort Erie, Ontario            | 1985–98               | Bos, Was, LA, Buf                        |                                       |
| Alexandre Burrows | Bal szélső  | CAN    | Pincourt, Québec              | 2005–                 | Van                                      |                                       |
| Dave Burrows      | Védő        | CAN    | Toronto, Ontario              | 1971–81               | Pit, Tor                                 |                                       |
| Burt Burry        | Védő        | CAN    | Toronto, Ontario              | 1932–33               | Ott(I)                                   |                                       |
| Adam Burt         | Védő        | USA    | Detroit, Michigan             | 1988–01               | Har, Car, Phi, Atl                       |                                       |
| Cummy Burton      | Jobb szélső | CAN    | Sudbury, Ontario              | 1955–56, 57–59        | Det                                      |                                       |
| Nelson Burton     | Bal szélső  | CAN    | Sydney (Kanada), Új-Skócia    | 1977–79               | Was                                      |                                       |
| Eddie Bush        | Védő        | CAN    | Collingwood, Ontario          | 1938–39, 41–42        | Det                                      |                                       |
| Rod Buskas        | Védő        | CAN    | Wetaskiwin, Alberta           | 1982–93               | Pit, Van, LA, Chi                        |                                       |
| Mike Busniuk      | Csatár      | CAN    | Thunder Bay, Ontario          | 1979–81               | Phi                                      |                                       |
| Ron Busniuk       | Center      | CAN    | Fort William, Ontario         | 1972–74               | Buf                                      | World Hockey Association-ben is aktív |

## Buswell – Byram
| Játékos               | Pozíció     | Ország                    | Születési hely         | Aktív                           | Csapat ↓                   | Jegyzetek                             |
| --------------------- | ----------- | ------------------------- | ---------------------- | ------------------------------- | -------------------------- | ------------------------------------- |
| Walter Buswell        | Védő        | Kanada                    | Montréal, Québec       | 1932–1940                       | Det, Mtl                   |                                       |
| Garth Butcher         | Védő        | Kanada                    | Regina, Saskatchewan   | 1981–1995                       | Van, Stl, Que, Tor         |                                       |
| Sven Butenschon       | Védő        | Németország               | Itzehoe, Németország   | 1997–2006                       | Pit, Edm, NYI, Van         |                                       |
| Dick Butler           | Jobb szélső | Kanada                    | Delisle, Saskatchewan  | 1947–1948                       | Chi                        |                                       |
| Jerry Butler          | Csatár      | Kanada                    | Sarnia, Ontario        | 1972–1983                       | NYR, Stl, Tor, Van, Wpg    |                                       |
| Vjacseszlav Butszajev | Center      | Oroszország               | Togliatti, Oroszország | 1992–1996, 1998–2000            | Phi, SJ, Ana, Fla, Ott, TB |                                       |
| Jurij Butszajev       | Bal szélső  | Oroszország               | Togliatti, Oroszország | 1999–2003                       | Det, Atl                   |                                       |
| Bill Butters          | Védő        | Amerikai Egyesült Államok | Saint Paul, Minnesota  | 1977–1979                       | MNS                        | World Hockey Association-ben is aktív |
| Gordon Buttrey        | Jobb szélső | Kanada                    | Regina, Saskatchewan   | 1943–1944                       | Chi                        |                                       |
| Gordon Buynak         | Védő        | Amerikai Egyesült Államok | Detroit, Michigan      | 1974–1975                       | Stl                        |                                       |
| Petr Buzek            | Védő        | Csehország                | Jihlava, Csehszlovákia | 1997–2003                       | Dal, Atl, Cgy              |                                       |
| Stephen Buzinski      | Kapus       | Kanada                    | Dunblane, Saskatchewan | 1942–1943                       | Det                        |                                       |
| Ilja Bjakin           | Védő        | Ukrajna                   | Sverdlovsk, Ukrajna    | 1993–1995                       | Edm, SJ                    |                                       |
| John Byce             | Jobb szélső | Amerikai Egyesült Államok | Madison, Wisconsin     | 1990–1992                       | Bos                        |                                       |
| Dane Byers            | Bal szélső  | Kanada                    | Nipawin, Saskatchewan  | 2007–2008, 2009–2010, 2011–2012 | NYR, Clb                   |                                       |
| Gordie Byers          | Védő        | Kanada                    | Eganville, Ontario     | 1949–1950                       | Bos                        |                                       |
| Jerry Byers           | Csatár      | Kanada                    | Kentville, Új-Skócia   | 1972–1975, 1977–1978            | MNS, AtlF, NYR             |                                       |
| Lyndon Byers          | Csatár      | Kanada                    | Nipawin, Saskatchewan  | 1983–1993                       | Bos, SJ                    |                                       |
| Mike Byers            | Jobb szélső | Kanada                    | Toronto, Ontario       | 1967–1969, 1970–1972            | Tor, Phi, LA, Buf          | World Hockey Association-ben is aktív |
| Dustin Byfuglien      | Védő        | Amerikai Egyesült Államok | Roseau, Minnesota      | 2005–                           | Chi, Win                   | Stanley-kupa (2010, Chi)              |
| Dmitrij Bikov         | Védő        | Oroszország               | Izhevsk, Oroszország   | 2002–2003                       | Det                        |                                       |
| Dan Bylsma            | Jobb szélső | Amerikai Egyesült Államok | Grand Haven, Michigan  | 1995–2004                       | LA, Ana                    |                                       |
| Shawn Byram           | Bal szélső  | Kanada                    | Neepawa, Manitoba      | 1990–1992                       | Chi, NYI                   |                                       |